# Flämisches Parlament

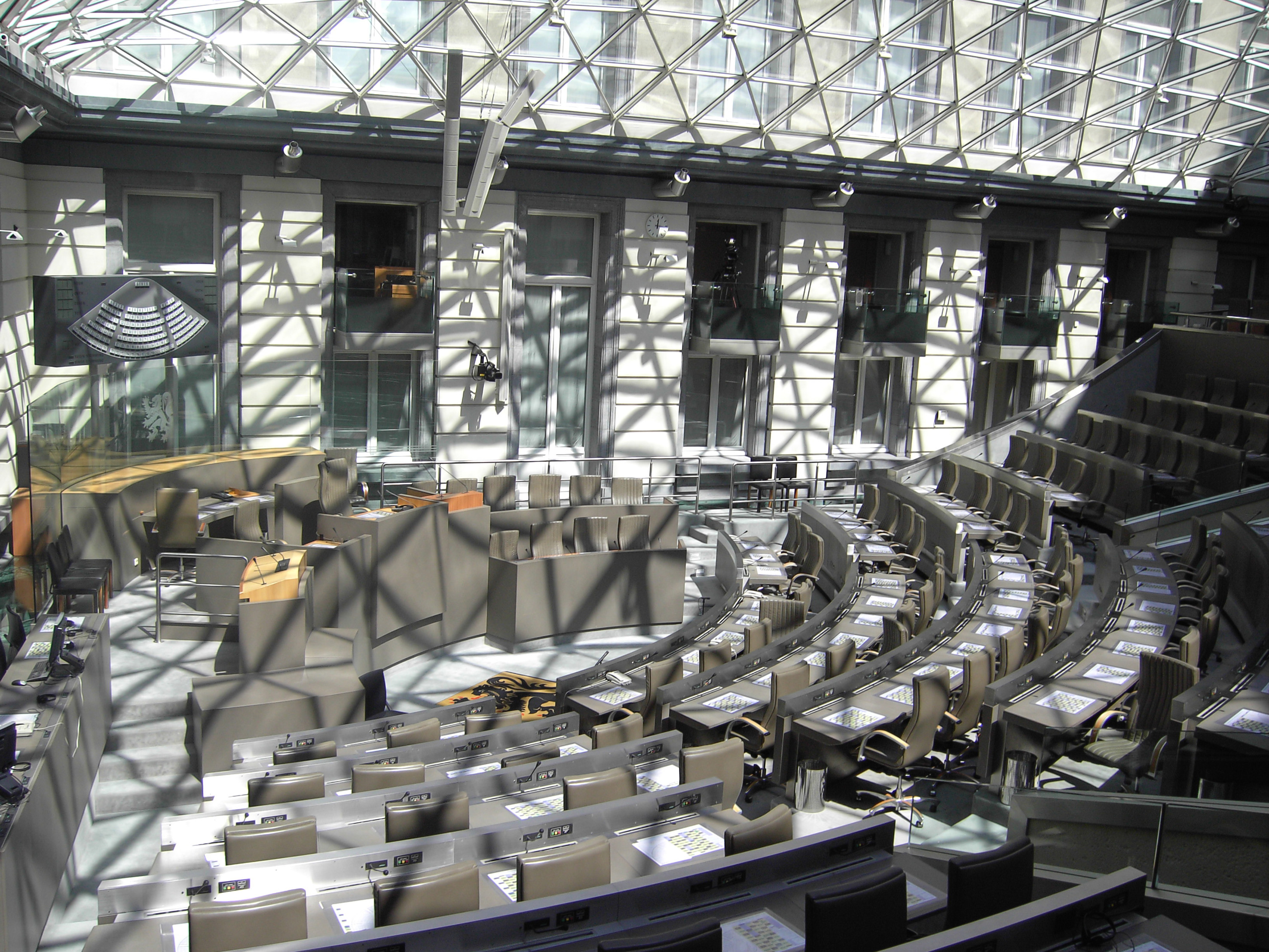
Sitzungssaal des Flämischen Parlaments

Das Flämische Parlament (niederländisch Vlaams Parlementⓘ) ist die Volksvertretung der Flämischen Gemeinschaft und der Flämischen Region in Belgien. Das Parlament hat seinen Sitz in Brüssel.
Flämische Gemeinschaft und Flämische Region (Flandern) haben ein gemeinsames Parlament und auch eine gemeinsame Regierung – im Gegensatz zur Region Wallonien und der Französischen Gemeinschaft, wo die Organe (Regierung, Parlament) getrennt geblieben sind. Seit 1995 werden die Abgeordneten direkt gewählt. Zuvor waren sie die flämischen Abgeordneten aus dem belgischen Bundesparlament.

## Zusammensetzung
Das Flämische Parlament zählt 124 Abgeordnete. 118 werden in Flandern nach Verhältniswahl (mit 5%-Hürde) in fünf Wahlkreisen gewählt, die den Provinzen entsprechen. 6 Abgeordnete werden in der Region Brüssel-Hauptstadt gewählt. Vor 2004 sind diese 6 Abgeordneten von den flämischen Abgeordneten des Brüsseler Regionalrats aus ihrer Mitte gewählt worden, seither werden auch sie direkt gewählt. Die Brüsseler Abgeordneten dürfen nur über Angelegenheiten abstimmen, die sich auf die Flämische Gemeinschaft beziehen.

## Geschichte
Das flämische Parlament entstand im Zuge von vier „Staatsreformen“ Belgiens 1970 bis 1993.
Mit der ersten Staatsreform wurden im Jahr 1970 drei „Kulturgemeinschaften“ eingerichtet: die niederländische, die französische und die deutsche. Alle drei erhielten ein eigenes Parlament. In der niederländischen Kulturgemeinschaft war dies der Niederländische Kulturrat (Nederlandse Cultuurraad). Der Kulturrat, der am 7. Dezember 1971 seine erste Sitzung im Palast der Nation in Brüssel abhielt, bestand aus den niederländischsprachigen Mitgliedern der belgischen Abgeordnetenkammer und des Senats. Die Kompetenzen des Kulturrats beschränkten sich hauptsächlich auf Angelegenheiten, die mit Kultur und Sprache zusammenhingen. Es wurden drei provisorische Regionalräte geschaffen, ein flämischer, ein wallonischer und ein Brüsseler, die alle aber nur eine beratende Funktion hatten, weil man sich zunächst nicht auf eine geografische Abgrenzung der Regionen und hinsichtlich der Kompetenzen einigen konnte. Mit der zweiten Staatsreform 1980 wurden die Kompetenzen der Kulturgemeinschaften, die fortan einfach „Gemeinschaften“ hießen, auf „persönliche Angelegenheiten“ wie Gesundheitsfürsorge und Sozialhilfe ausgeweitet. Das Parlament Flandern nannte sich ab dem 1. Oktober 1980 „Flämischer Rat“ (Vlaamse Raad). Außerdem wurden die beiden Regionen Flandern und Wallonien gegründet (Brüssel folgte im Jahr 1988). Auch die Regionen erhielten jeweils ein eigenes Parlament und eine eigene Regierung. Die Regionen erhielten Zuständigkeiten in den örtlichen Angelegenheiten, wie Umwelt, Raumplanung und Beschäftigung übertragen. In Flandern wurde das Parlament der Flämischen Region (Vlaamse Gewestraad, Flämischer Regionalrat) mit dem Parlament der Flämischen Gemeinschaft vereinigt. Dasselbe geschah mit den beiden Exekutiven. In Wallonien blieben die beiden Institutionen bis heute (Stand 2024) getrennt.
Mit der dritten Staatsreform wurden 1988 die Befugnisse der Gemeinden und Regionen erheblich erweitert, unter anderem im Bildungsbereich. Die Region Brüssel-Hauptstadt wurde eingerichtet.
Mit der vierten Staatsreform 1993 wurde Belgien vollständig in einen Bundesstaat umgewandelt. Die zweisprachige Provinz Brabant wurde in Flämisch- und Wallonisch-Brabant aufgeteilt. Die Regionen erhielten noch mehr Befugnisse und eine bessere Finanzausstattung. Die Parlamente wurden danach in direkter Wahl gewählt. 1996 nannte sich der Flämische Rat in „Flämisches Parlament“ um.

## Zuständigkeitsbereiche
Wenn das Parlament Gemeinschaftsaufgaben behandelt (bezogen auf die niederländischsprachige Flämische Gemeinschaft), dann geht es um Sprachenfragen in Flandern, Kultur, Unterricht und Bildung, Soziales und teilweise das Gesundheitswesen.
Regionale Angelegenheiten (bezogen auf die Flämische Region) beinhalten unter anderem Raumordnung, Wohnungsbau, Wirtschaft, Energie und Gemeindeaufsicht. Flandern darf auch internationale Verträge abschließen, wenn sie sich auf die Regionalen Angelegenheiten beziehen.

## Aktuelle Parteien im Parlament
Im 2024 gewählten und bis 2029 arbeitenden Parlament gibt es acht Parteien:
| Logo   | Logo   | Partei                                                                            | Ausrichtung                                         | Parteivorsitzende(r)/ Parteiführer(in) | Sitze         | Sitze   | Sitze |
| Logo   | Logo   | Partei                                                                            | Ausrichtung                                         | Parteivorsitzende(r)/ Parteiführer(in) | nach der Wahl | aktuell | +/−   |
| ------ | ------ | --------------------------------------------------------------------------------- | --------------------------------------------------- | -------------------------------------- | ------------- | ------- | ----- |
|        |        | Nieuw-Vlaamse Alliantie (NVA) Neu-Flämische Allianz                               | flämisch-nationalistisch, konservativ               | Bart De Wever                          | 31            | 31      | ▬     |
|        |        | Vlaams Belang (VB) Flämische Interessen                                           | rechtsextrem, separatistisch                        | Tom Van Grieken                        | 31            | 31      | ▬     |
|        |        | Vooruit Vorwärts                                                                  | sozialdemokratisch                                  | Conner Rousseau                        | 18            | 18      | ▬     |
|        |        | Christen-Democratisch en Vlaams (CD&V) Christlich-Demokratisch und Flämisch       | christdemokratisch                                  | Sammy Mahdi                            | 16            | 16      | ▬     |
|        |        | Open Vlaamse Liberalen en Democraten (Open Vld) Flämische Liberale und Demokraten | liberal                                             | Tom Ongena                             | 09            | 09      | ▬     |
|        |        | Partij van de Arbeid (PVDA) Partei der Arbeit                                     | kommunistisch                                       | Raoul Hedebouw                         | 09            | 09      | ▬     |
|        |        | Groen Grün                                                                        | grün-alternativ                                     | Bart Dhondt                            | 09            | 09      | ▬     |
|        |        | Team Fouad Ahidar                                                                 | Muslimische Interessen, migrantenspezifische Themen | Fouad Ahidar                           | 01            | 01      | ▬     |
| Gesamt | Gesamt | Gesamt                                                                            | Gesamt                                              | Gesamt                                 | 124           | 124     | ▬     |

## Sitzverteilungen

### Zusammensetzungen seit 1995
| Partei | Partei                                          | Wahl   | Wahl  | Wahl | Wahl | Wahl | Wahl | Wahl |
| Partei | Partei                                          | 1995 * | 1999  | 2004 | 2009 | 2014 | 2019 | 2024 |
| ------ | ----------------------------------------------- | ------ | ----- | ---- | ---- | ---- | ---- | ---- |
|        | Nieuw-Vlaamse Alliantie (N-VA)                  | —      | —     | 6 1  | 16   | 43   | 35   | 31   |
|        | Vlaams Belang                                   | 17 2   | 22 2  | 32 2 | 21   | 6    | 23   | 31   |
|        | Vooruit                                         | 26 3   | 20 3  | 22 4 | 19 5 | 18 5 | 13 5 | 18   |
|        | Christen-Democratisch en Vlaams (CD&V)          | 37 6   | 30 6  | 29 1 | 31   | 27   | 19   | 16   |
|        | Open Vlaamse Liberalen en Democraten (Open Vld) | 27 7   | 27 7  | 25 8 | 21   | 19   | 16   | 9    |
|        | Partij van de Arbeid (PVDA)                     | —      | —     | —    | —    | —    | 4    | 9    |
|        | Groen                                           | 7 9    | 12 9  | 6 10 | 7 10 | 10   | 14   | 9    |
|        | Team Fouad Ahidar                               | —      | —     | —    | —    | —    | —    | 1    |
|        | Union des Francophones (UF)                     | 1      | 1     | 1    | 1    | 1    | —    | —    |
|        | Libertair, Direct, Democratisch (LDD)           | —      | —     | —    | 8 11 | —    | —    | —    |
|        | Sociaal-Liberale Partij (SLP)                   | —      | —     | 3 12 | —    | —    | —    | —    |
|        | Volksunie (VU)                                  | 9      | 12 13 | —    | —    | —    | —    | —    |
| Gesamt | Gesamt                                          | 124    | 124   | 124  | 124  | 124  | 124  | 124  |

### Flämischer Rat (1981 bis 1991)
|        | Christelijke Volkspartij (CVP)            | 59  | 65  | 74  | 65  |
|        | Socialistische Partij (SP)                | 65  | 74  | 65  | 59  |
|        | Partij voor Vrijheid en Vooruitgang (PVV) | 42  | 33  | 36  | 39  |
|        | Vlaams Blok (VB)                          | 1   | 1   | 3   | 17  |
|        | Volksunie (VU)                            | 30  | 13  | 24  | 15  |
|        | Agalev                                    | 3   | 6   | 9   | 12  |
|        | UDRT-RAD 1                                | 1   | —   | —   | —   |
| Gesamt | Gesamt                                    | 182 | 185 | 186 | 188 |

## Vorsitz
Nachfolgend findet sich eine Liste der Vorsitzenden des flämischen Parlaments. Von 1971 bis 1980 hieß dieses „Kulturrat der Niederländischen Kulturgemeinschaft“ (Cultuurraad voor de Nederlandse Cultuurgemeenschap) und von 1980 bis 1996 „Flämischer Rat“ (Vlaamse Raad).
| Name | Name                  | Beginn der Amtszeit | Ende der Amtszeit | Partei | Partei  |
| ---- | --------------------- | ------------------- | ----------------- | ------ | ------- |
| 1    | Robert Vandekerckhove | 7. Dezember 1971    | 9. Mai 1974       |        | CVP     |
| 2    | Jan Bascour           | 9. Mai 1974         | 14. Juni 1977     |        | PVV     |
| 3    | Maurits Coppieters    | 14. Juni 1977       | 24. April 1979    |        | VU      |
| 4    | Henri Boel            | 24. April 1979      | 22. Dezember 1981 |        | SP      |
| 5    | Jean Pede             | 22. Dezember 1981   | 3. Dezember 1985  |        | PVV     |
| 6    | Frans Grootjans       | 3. Dezember 1985    | 2. Februar 1988   |        | PVV     |
| 7    | Jean Pede             | 2. Februar 1988     | 18. Oktober 1988  |        | PVV     |
| 8    | Louis Vanvelthoven    | 18. Oktober 1988    | 13. Januar 1994   |        | SP      |
| 9    | Eddy Baldewijns       | 13. Januar 1994     | 13. Juni 1995     |        | SP      |
| 10   | Norbert De Batselier  | 13. Juni 1995       | 12. Juli 2006     |        | SP      |
| 11   | Marleen Vanderpoorten | 13. Juli 2006       | 13. Juli 2009     |        | VLD     |
| 12   | Jan Peumans           | 13. Juli 2009       | 18. Juni 2019     |        | N-VA    |
| 13   | Kris Van Dijck        | 18. Juni 2019       | 11. Juli 2019     |        | N-VA    |
| 14   | Wilfried Vandaele     | 13. Juli 2019       | 2. Oktober 2019   |        | N-VA    |
| 15   | Liesbeth Homans       | 2. Oktober 2019     | 8. Januar 2025    |        | N-VA    |
| 16   | Freya Van den Bossche | 8. Januar 2025      | amtierend         |        | Vooruit |